# Плоскуцень
Плоскуцень, Плоскуцені (рум. Ploscuțeni) — село у повіті Вранча в Румунії. Адміністративний центр комуни Плоскуцень.
Село розташоване на відстані 204 км на північний схід від Бухареста, 42 км на північ від Фокшан, 122 км на південь від Ясс, 93 км на північний захід від Галаца, 136 км на схід від Брашова.

## Населення
За даними перепису населення 2002 року у селі проживали 2669 осіб, з них 2664 особи (99,8%) румунів. Рідною мовою 2667 осіб (99,9%) назвали румунську.